# یواس‌اس سیدراگون (اس‌اس-۱۹۴)
یواس‌اس سیدراگون (اس‌اس-۱۹۴) (به انگلیسی: USS Seadragon (SS-194)) یک زیردریایی بود که طول آن ۳۱۰ فوت ۶ اینچ (۹۴٫۶۴ متر) بود. این زیردریایی در سال ۱۹۳۹ ساخته شد.